# Lillstup

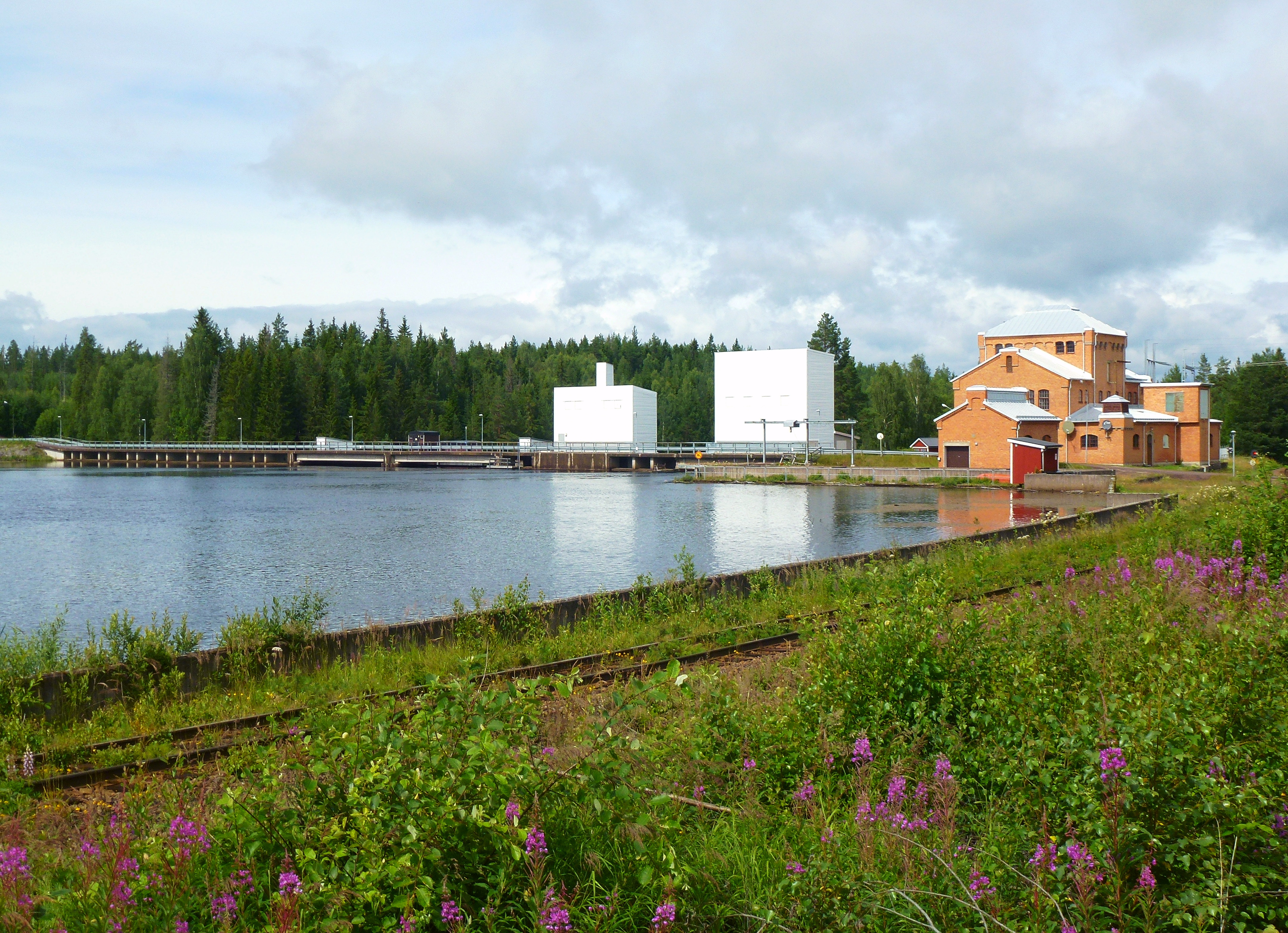
Lillstups kraftstation, juli 2015.

Lillstups kraftstation är ett vattenkraftverk vid byn Lillstup i Västerdalälven belägen mellan Dala-Floda och Mockfjärd i Gagnefs kommun. Den ursprungliga anläggningen, Mockfjärds Kraftstation, stod färdig 1911 och var då Sveriges första underjordiska kraftstation. 

## Historik

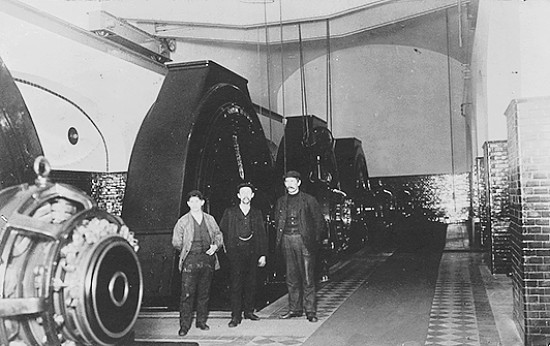
Generatorerna i maskinhallen 20 meter under mark, cirka 1911.

För att förse gruvorna i Grängesberg och Domnarvets järnverk med elkraft byggdes under åren 1907 till 1911 Sveriges första underjordiska kraftstation vid Stopforsarna i Västerdalälven. Bakom projektet stod Vesterdalälfvens kraftaktiebolag bestående av Trafikaktiebolaget Grängesberg-Oxelösunds Järnvägar och Stora Kopparbergs Bergslags AB. Kraftstationen utnyttjar Stopforsarna i Västerdalälven med en sammanlagd fallsträcka cirka 4,5 km längd.  
Maskinsalen förlades 20 meter ner i berget medan ställverkshuset placerades ovan mark. Däremellan fanns en förbindelse via ett lutande schakt med trappor och en snedgående hiss. I den underjordiska maskinhallen fanns fyra maskiner bestående av turbiner och direkt till dessa kopplade generatorer om 5 000 hästkrafter vardera. Från anläggningen utgick två 50 000-voltslinjer, den ena till Grängesberg 50 km bort, den andra till Domnarvet 32 km bort. Bygget drog ut på tiden mest på grund av storstrejken 1909. Arbetsstyrkan uppgick till mellan 200 och 400 man. Under arbetet inträffar två olycksfall med dödlig utgång. Kraftstationen invigs den 29 december 1911 och kostade 4 800 000 kronor att bygga.
En ny kraftstation togs i drift 1961 och ett nytt ställverk byggdes utomhus. År 1988 stängdes den gamla kraftstationen, men fortfarande finns det gamla kraftstationshuset kvar, byggt i rött tegel. Interiören är intakt med kontrolltavlor och liknande, även den ursprungliga snedhissen till maskinsalen fungerar fortfarande. På en kulle intill ligger anläggningschefens bostad, idag privatvilla.
Anläggningen ägs idag (2015) av Fortum och ger för närvarande 204 GWh per år.

## Bilder

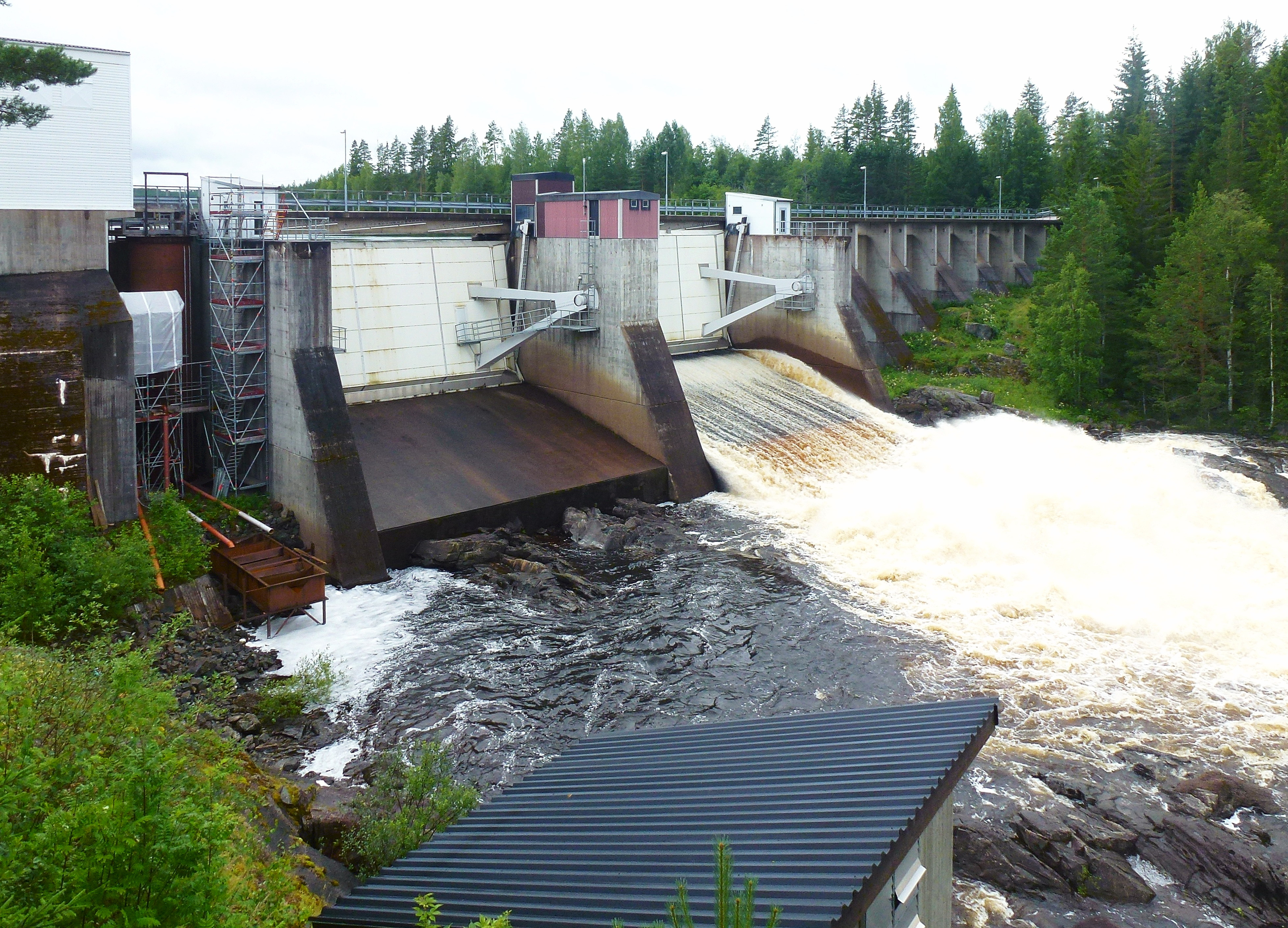
Dammen
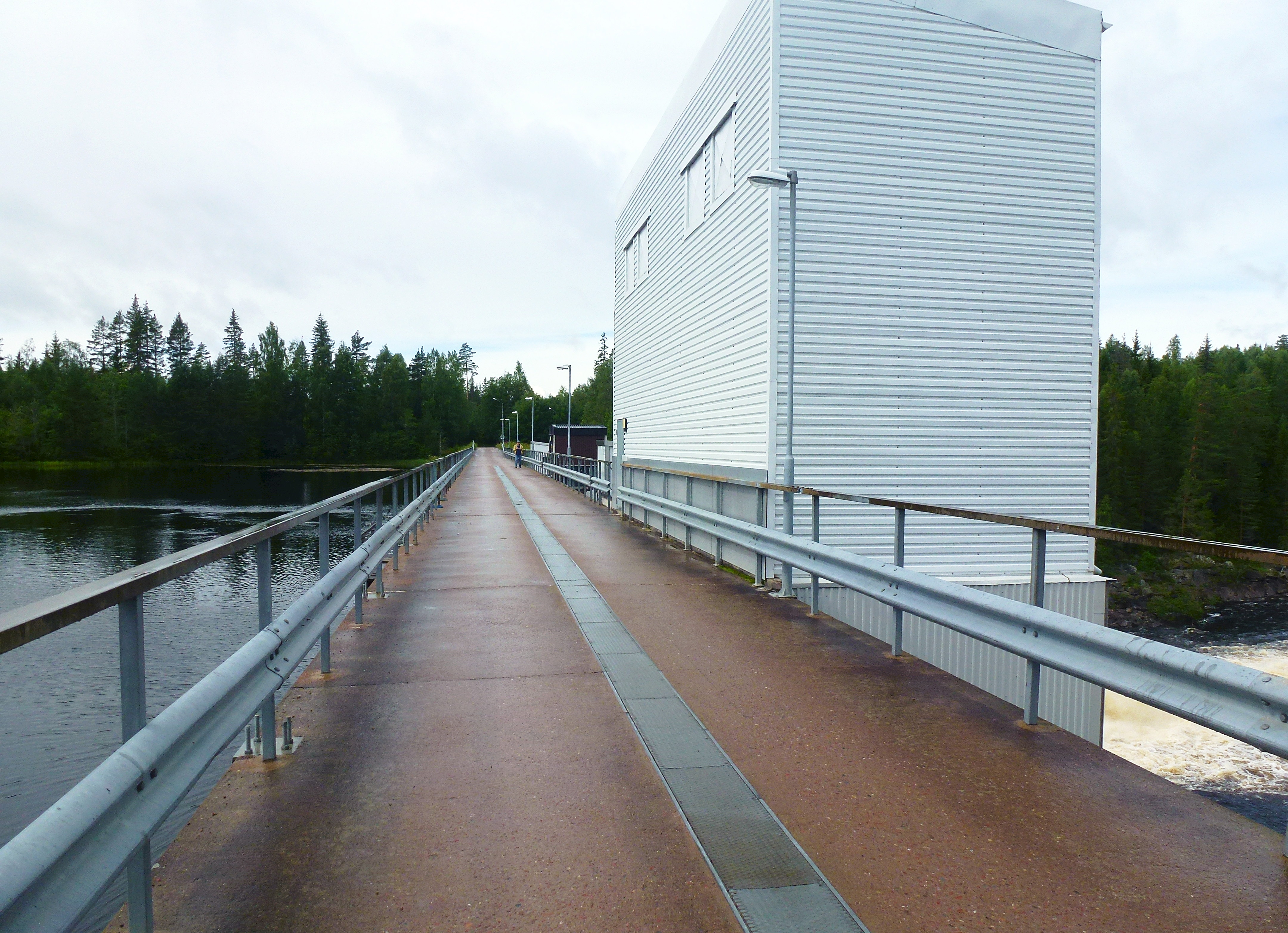
Hus för intagslucka G1.
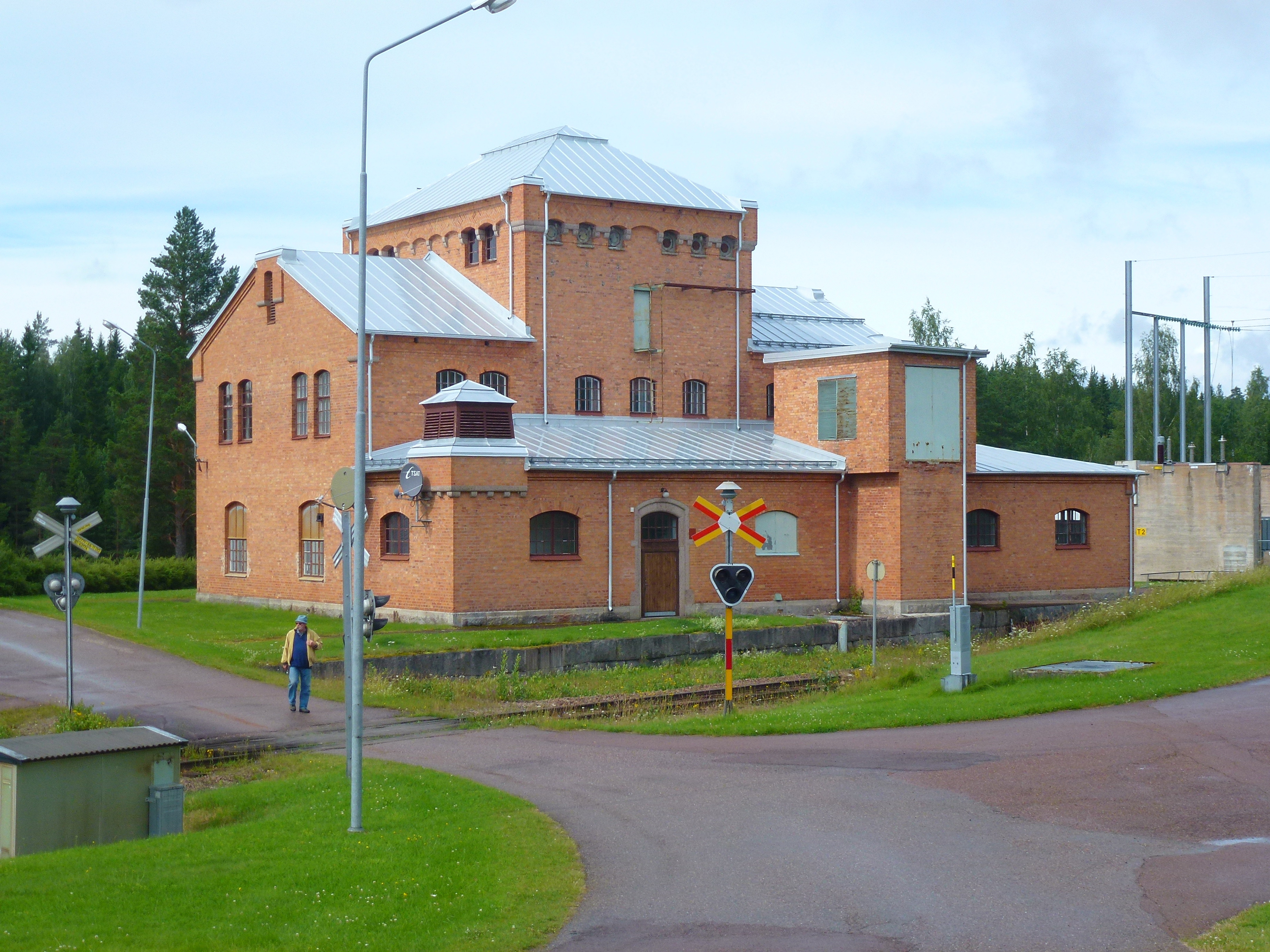
Byggnad för personalutrymmen, verkstad och kontrollrum.
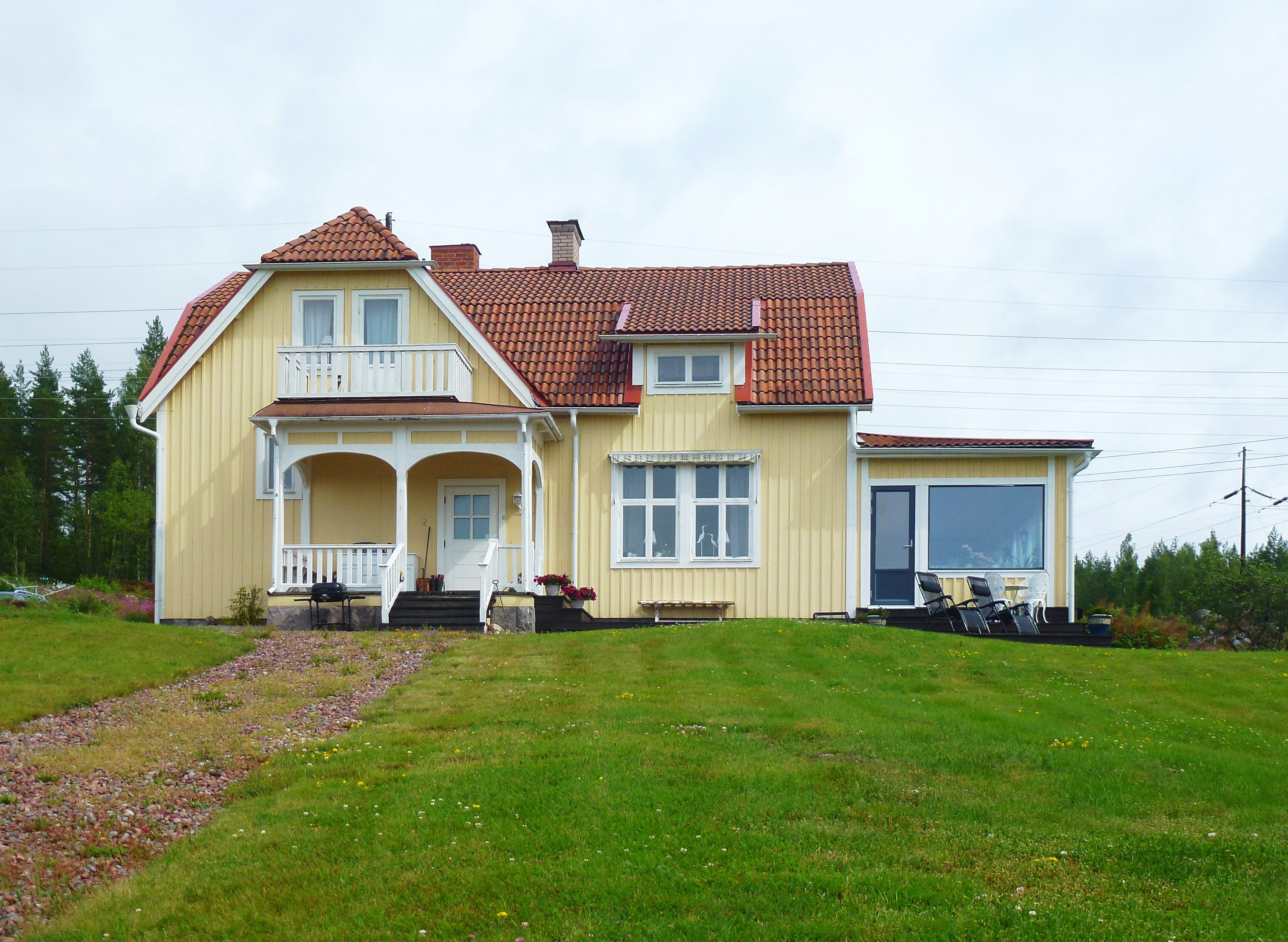
F.d. stationschefens boningshus